# Bader Al-Muttwa
Bader Ahmed Al-Muttwa (Koeweit-Stad, 10 januari 1985) is een Koeweits voetballer, die sinds 2002 onder contract staat bij Qadsia SC en daarmee speelt in de nationale competitie. In 2003 maakte hij zijn debuut in het Koeweits voetbalelftal. Met 196 interlands voor Koeweit was Al-Muttwa tot en met december 2022 enige recordhouder voor meest gespeelde interlands voor zijn land. Dit record moest hij sinds 10 december 2022 delen met Cristiano Ronaldo. Op 23 maart 2023 werd dit record overgenomen door Cristiano Ronaldo.

## Clubcarrière

### Qadsia SC
Al-Muttwa begon zijn carrière bij het elftal onder 19 jaar van Qadsia SC, waar hij tot het najaar van 2002 speelde. Daarna, omstreeks zijn achttiende verjaardag, werd hij opgenomen in de A-selectie van de club. Zijn eerste periode als betaald voetballer was direct zeer succesvol: met Qadsia won hij driemaal op rij de Premier League alsmede tweemaal het Koeweitse voetbalbekertoernooi. In zijn eerste competitieseizoen maakte hij zeven doelpunten in elf duels en debuteerde hij op achttienjarige leeftijd reeds in het Koeweits voetbalelftal. Al-Muttwa's aandeel in de aaneenschakeling van titelwinsten van Qadsia leidde ertoe dat hij in 2006 genomineerd werd voor de titel Aziatisch voetballer van het jaar. Van de voetbalconfederatie kreeg Bader Al-Muttwa de bronzen prijs uitgereikt; door de AFC werd dit later gecorrigeerd, daar de bronzen plaats van de Saoedische Mohammad Al-Shalhoub was. Al-Muttwa werd na deze correctie als op een na beste voetballer van het jaar uitgeroepen.

### Qatar SC en Al-Nassr
In mei 2007 werd Al-Muttwa door Qadsia SC voor korte duur uitgeleend aan het Qatarese Qatar SC, waar hij speelde ter vervanging van de geblesseerde Imad Ali uit Oman. Tot veel speeltijd leidde het echter niet; in het begin van het seizoen 2007/08 speelde hij reeds weer voor Qadsia. Dat seizoen werd de tweede plaats van de nationale competitie bereikt, terwijl in de daaropvolgende drie seizoenen de landstitel gewonnen werd. Daarnaast werd in 2010 de finale van de AFC Cup bereikt, welke na strafschoppen verloren werd. In dit toernooi maakte Al-Muttwa in tien duels zes doelpunten. Aan het begin van 2011 verhuurde Qadsia hem aan Al-Nassr, een club uit Saoedi-Arabië. Hij hielp die club de groepsfase van de AFC Champions League te overleven met vier doelpunten – op basis van doelsaldo werd het Iraanse Esteghlal FC verslagen. Op 4 mei 2011 zorgde hij met twee doelpunten voor een cruciale overwinning op het Oezbeekse Pakhtakor Tasjkent. Hoe belangrijk Al-Muttwa was voor Al-Nassr, bleek toen de club in mei 2011 bekendmaakte dat alle buitenlandse spelers beschikbaar waren voor een transfer, met uitzondering van Al-Muttwa.

### Europese transfer en terug naar Qadsia
Bader Al-Muttwa speelde na het seizoen in Saoedi-Arabië weer bij Qadsia SC. In de periode na Al-Nassr toonden onder meer Málaga CF en Nottingham Forest FC interesse in Al-Muttwa. Het dichtst tot een Europese transfer kwam hij bij Nottingham: een maand lang speelde hij mee met de selectie van de club en nam hij deel aan oefenwedstrijden. Daarin was Al-Muttwa succesvol: tweemaal was hij trefzeker. Desalniettemin besloot de Engelse voetbalbond hem geen werkvergunning te verstrekken, waardoor de Koeweitse eigenaar van Nottingham niet anders kon dan hem terugsturen naar Qadsia.
Ook na de zomer van 2012, waarin het bijna tot een transfer naar de Engelse competitie was gekomen, bleef Al-Muttwa actief voor Qadsia SC. Het bekertoernooi van het seizoen 2012/13 werd gewonnen, mede dankzij twee doelpunten van Al-Muttwa in de finale. Met het behalen van de tweede plaats in het competitieseizoen 2012/13 kwalificeerde Qadsia zich voor de AFC Cup 2014. In de knock-outfase van het toernooi maakte Al-Muttwa vijf doelpunten, waaronder twee in de halve finale. In de finale op 18 oktober benutte hij de eerste strafschop in de strafschoppenreeks, die uiteindelijk gewonnen zou worden van het Irakese Erbil SC.

## Interlandcarrière
Bader Al-Muttwa werd voor het eerst opgeroepen voor het Koeweits voetbalelftal toen hij op achttienjarige leeftijd zijn eerste seizoen op het hoogste niveau speelde. Hij maakte zijn debuut in de nationale ploeg op 4 september 2003 in een duel in het kwalificatietoernooi voor het Aziatisch kampioenschap voetbal 2004 tegen Singapore. In de 68ste minuut schoot Al-Muttwa zijn land naar een 1–2 voorsprong; een kwartier later werd hij vervangen door Khaled Zadah. In zijn eerste zes interlands, allemaal kwalificatiewedstrijden, was hij zesmaal trefzeker. In december 2003 en januari 2004 speelde Al-Muttwa zijn eerste interlandtoernooi: de Golf Cup of Nations, die georganiseerd werd in eigen land. Het thuisvoordeel mocht niet baten: Koeweit wist vijf van de zes wedstrijden niet te winnen. Al-Muttwa scoorde alleen in het enige gewonnen duel, tegen Jemen (0–4, doelpunt in de 63ste minuut).
Zijn eerste interland onder directe auspiciën van de wereldvoetbalbond FIFA speelde Al-Muttwa op 31 maart 2004 in het WK-kwalificatietoernooi tegen het Maleisisch voetbalelftal (0–2 winst, één doelpunt). In de kwalificatie voor het wereldkampioenschap voetbal 2006 speelde hij uiteindelijk acht interlands, waarin hij vier doelpunten maakte. Koeweit werd door een nederlaag tegen Oezbekistan uiteindelijk uitgeschakeld. In de strijd om kwalificatie voor het wereldkampioenschap in 2014 speelde Bader Al-Muttwa wederom acht interlands; ook nu kwamen de Koeweiti niet verder dan de derde ronde. Op 27 december 2010 speelde hij zijn honderdste interland tegen Noord-Korea; op dat moment had hij 33 interlanddoelpunten achter zijn naam staan. Met Koeweit nam Bader Al-Muttwa in januari 2015 deel aan het Aziatisch kampioenschap, maar verliet na de groepsfase het toernooi puntloos. Hij speelde uitsluitend een invallersrol en kwam in geen van de drie wedstrijden langer dan een halfuur in actie.
Bader Al-Muttwa stond in december 2014 op de zestiende plaats van voetballers met de meeste gespeelde interlands, samen met de Iraniër Ali Daei (interlands tussen 1993 en 2006) en één plaats onder de (West-)Duitse Lothar Matthäus (150 interlands tussen 1980 en 2000).
| Interlands van Bader Al-Muttwa voor Koeweit | Interlands van Bader Al-Muttwa voor Koeweit | Interlands van Bader Al-Muttwa voor Koeweit | Interlands van Bader Al-Muttwa voor Koeweit | Interlands van Bader Al-Muttwa voor Koeweit | Interlands van Bader Al-Muttwa voor Koeweit | Interlands van Bader Al-Muttwa voor Koeweit |
| №                                           | Datum                                       | Wedstrijd                                   | Uitslag                                     | Soort wedstrijd                             | Doelpunten                                  |                                             |
| Als speler bij Qadsia SC                    | Als speler bij Qadsia SC                    | Als speler bij Qadsia SC                    | Als speler bij Qadsia SC                    | Als speler bij Qadsia SC                    | Als speler bij Qadsia SC                    | Als speler bij Qadsia SC                    |
| ------------------------------------------- | ------------------------------------------- | ------------------------------------------- | ------------------------------------------- | ------------------------------------------- | ------------------------------------------- | ------------------------------------------- |
| 1.                                          | 4 september 2003                            | Singapore – Koeweit                         | 1 – 3                                       | Kwalificatie AK 2004                        | 1                                           |                                             |
| 2.                                          | 14 september 2003                           | Koeweit – Qatar                             | 2 – 1                                       | Kwalificatie AK 2004                        | 0                                           |                                             |
| 3.                                          | 20 september 2003                           | Qatar – Koeweit                             | 2 – 2                                       | Kwalificatie AK 2004                        | 0                                           |                                             |
| 4.                                          | 27 september 2003                           | Koeweit – Singapore                         | 4 – 0                                       | Kwalificatie AK 2004                        | 1                                           |                                             |
| 5.                                          | 5 oktober 2003                              | Koeweit – Palestina                         | 2 – 1                                       | Kwalificatie AK 2004                        | 1                                           |                                             |
| 6.                                          | 8 oktober 2003                              | Koeweit – Palestina                         | 4 – 0                                       | Kwalificatie AK 2004                        | 2                                           |                                             |
| 7.                                          | 19 november 2003                            | Portugal – Koeweit                          | 8 – 0                                       | Vriendschappelijk                           | 0                                           |                                             |
| 8.                                          | 2 december 2003                             | Koeweit – Iran                              | 3 – 1                                       | Vriendschappelijk                           | 0                                           |                                             |
| 9.                                          | 10 december 2003                            | Slowakije – Koeweit                         | 2 – 0                                       | Vriendschappelijk                           | 0                                           |                                             |
| 10.                                         | 16 december 2003                            | Libanon – Koeweit                           | 0 – 2                                       | Vriendschappelijk                           | 0                                           |                                             |
| 11.                                         | 20 december 2003                            | Letland – Koeweit                           | 0 – 2                                       | Vriendschappelijk                           | 0                                           |                                             |
| 12.                                         | 26 december 2003                            | Koeweit – Oman                              | 0 – 0                                       | Gulf Cup of Nations                         | 0                                           |                                             |
| 13.                                         | 29 december 2003                            | Koeweit – V.A.E.                            | 0 – 2                                       | Gulf Cup of Nations                         | 0                                           |                                             |
| 14.                                         | 1 januari 2004                              | Koeweit – Jemen                             | 4 – 0                                       | Golf Cup of Nations                         | 1                                           |                                             |
| 15.                                         | 4 januari 2004                              | Koeweit – Saoedi-Arabië                     | 1 – 1                                       | Golf Cup of Nations                         | 0                                           |                                             |
| 16.                                         | 8 januari 2004                              | Koeweit – Qatar                             | 1 – 2                                       | Golf Cup of Nations                         | 0                                           |                                             |
| 17.                                         | 10 januari 2004                             | Koeweit – Bahrein                           | 0 – 4                                       | Golf Cup of Nations                         | 0                                           |                                             |
| 18.                                         | 31 maart 2004                               | Maleisië – Koeweit                          | 0 – 2                                       | Kwalificatie WK 2006                        | 1                                           |                                             |
| 19.                                         | 1 juni 2004                                 | Koeweit – Syrië                             | 0 – 1                                       | Vriendschappelijk                           | 0                                           |                                             |
| 20.                                         | 3 juni 2004                                 | Koeweit – Syrië                             | 1 – 2                                       | Vriendschappelijk                           | 0                                           |                                             |
| 21.                                         | 9 juni 2004                                 | Koeweit – Hongkong                          | 4 – 0                                       | Kwalificatie WK 2006                        | 1                                           |                                             |
| 22.                                         | 19 juli 2004                                | V.A.E. – Koeweit                            | 1 – 3                                       | Aziatisch kampioenschap                     | 1                                           |                                             |
| 23.                                         | 23 juli 2004                                | Jordanië – Koeweit                          | 2 – 0                                       | Aziatisch kampioenschap                     | 0                                           |                                             |
| 24.                                         | 27 juli 2004                                | Zuid-Korea – Koeweit                        | 4 – 0                                       | Aziatisch kampioenschap                     | 0                                           |                                             |
| 25.                                         | 1 september 2004                            | Saoedi-Arabië – Koeweit                     | 1 – 1                                       | Vriendschappelijk                           | 0                                           |                                             |
| 26.                                         | 5 november 2004                             | Koeweit – India                             | 2 – 3                                       | Vriendschappelijk                           | 0                                           |                                             |
| 27.                                         | 10 november 2004                            | Koeweit – Kirgizië                          | 3 – 0                                       | Vriendschappelijk                           | 0                                           |                                             |
| 28.                                         | 17 november 2004                            | Koeweit – Maleisië                          | 6 – 1                                       | Kwalificatie WK 2006                        | 1                                           |                                             |
| 29.                                         | 3 december 2004                             | V.A.E. – Koeweit                            | 1 – 1                                       | Vriendschappelijk                           | 0                                           |                                             |
| 30.                                         | 6 december 2004                             | Koeweit – Tadzjikistan                      | 3 – 0                                       | Vriendschappelijk                           | 0                                           |                                             |
| 31.                                         | 11 december 2004                            | Saoedi-Arabië – Koeweit                     | 1 – 2                                       | Gulf Cup of Nations                         | 1                                           |                                             |
| 32.                                         | 14 december 2004                            | Bahrein – Koeweit                           | 1 – 1                                       | Gulf Cup of Nations                         | 0                                           |                                             |
| 33.                                         | 17 december 2004                            | Jemen – Koeweit                             | 0 – 3                                       | Gulf Cup of Nations                         | 1                                           |                                             |
| 34.                                         | 20 december 2004                            | Qatar – Koeweit                             | 2 – 0                                       | Gulf Cup of Nations                         | 0                                           |                                             |
| 35.                                         | 23 december 2004                            | Bahrein – Koeweit                           | 3 – 1                                       | Gulf Cup of Nations                         | 0                                           |                                             |
| 36.                                         | 26 januari 2005                             | Koeweit – Syrië                             | 3 – 2                                       | Vriendschappelijk                           | 0                                           |                                             |
| 37.                                         | 2 februari 2005                             | Noord-Korea – Koeweit                       | 0 – 0                                       | Vriendschappelijk                           | 0                                           |                                             |
| 38.                                         | 9 februari 2005                             | Zuid-Korea – Koeweit                        | 2 – 0                                       | Kwalificatie WK 2006                        | 0                                           |                                             |
| 39.                                         | 13 maart 2005                               | Koeweit – Finland                           | 0 – 1                                       | Vriendschappelijk                           | 0                                           |                                             |
| 40.                                         | 18 maart 2005                               | Koeweit – Armenië                           | 3 – 1                                       | Vriendschappelijk                           | 0                                           |                                             |
| 41.                                         | 25 maart 2005                               | Koeweit – Oezbekistan                       | 2 – 1                                       | Kwalificatie WK 2006                        | 0                                           |                                             |
| 42.                                         | 27 mei 2005                                 | Koeweit – Egypte                            | 0 – 1                                       | Vriendschappelijk                           | 0                                           |                                             |
| 43.                                         | 3 juni 2005                                 | Saoedi-Arabië – Koeweit                     | 3 – 0                                       | Kwalificatie WK 2006                        | 0                                           |                                             |
| 44.                                         | 8 juni 2005                                 | Koeweit – Zuid-Korea                        | 0 – 4                                       | Kwalificatie WK 2006                        | 0                                           |                                             |
| 45.                                         | 29 juli 2005                                | Koeweit – V.A.E.                            | 1 – 1                                       | Vriendschappelijk                           | 0                                           |                                             |
| 46.                                         | 31 juli 2005                                | Koeweit – Qatar                             | 0 – 1                                       | Vriendschappelijk                           | 0                                           |                                             |
| 47.                                         | 17 augustus 2005                            | Oezbekistan – Koeweit                       | 3 – 2                                       | Kwalificatie WK 2006                        | 1                                           |                                             |
| 48.                                         | 26 november 2005                            | Koeweit – Irak                              | 0 – 0                                       | Vriendschappelijk                           | 0                                           |                                             |
| 49.                                         | 3 februari 2006                             | Koeweit – Singapore                         | 2 – 2                                       | Vriendschappelijk                           | 1                                           |                                             |
| 50.                                         | 7 februari 2006                             | Koeweit – Jordanië                          | 2 – 1                                       | Vriendschappelijk                           | 0                                           |                                             |
| 51.                                         | 22 februari 2006                            | Libanon – Koeweit                           | 1 – 1                                       | Kwalificatie AK 2007                        | 0                                           |                                             |
| 52.                                         | 1 maart 2006                                | Koeweit – Bahrein                           | 0 – 0                                       | Kwalificatie AK 2007                        | 0                                           |                                             |
| 53.                                         | 16 augustus 2006                            | Australië – Koeweit                         | 2 – 0                                       | Kwalificatie AK 2007                        | 0                                           |                                             |
| 54.                                         | 6 september 2006                            | Koeweit – Australië                         | 2 – 0                                       | Kwalificatie AK 2007                        | 1                                           |                                             |
| 55.                                         | 9 november 2006                             | Koeweit – Chinees Taipei                    | 10 – 0                                      | Vriendschappelijk                           | 1                                           |                                             |
| 56.                                         | 15 november 2006                            | Bahrein – Koeweit                           | 2 – 1                                       | Kwalificatie AK 2007                        | 0                                           |                                             |
| 57.                                         | 17 januari 2007                             | Jemen – Koeweit                             | 1 – 1                                       | Golf Cup of Nations                         | 1                                           |                                             |
| 58.                                         | 20 januari 2007                             | Oman – Koeweit                              | 2 – 1                                       | Golf Cup of Nations                         | 0                                           |                                             |
| 59.                                         | 23 januari 2007                             | Koeweit – V.A.E.                            | 2 – 3                                       | Gulf Cup of Nations                         | 1                                           |                                             |
| 60.                                         | 12 juni 2007                                | Koeweit – Egypte                            | 1 – 1                                       | Vriendschappelijk                           | 0                                           |                                             |
| 61.                                         | 2 januari 2008                              | Koeweit – Libanon                           | 3 – 2                                       | Vriendschappelijk                           | 0                                           |                                             |
| 62.                                         | 12 januari 2008                             | Koeweit – Ivoorkust                         | 0 – 2                                       | Vriendschappelijk                           | 0                                           |                                             |
| 63.                                         | 16 januari 2008                             | Bahrein – Koeweit                           | 1 – 0                                       | Vriendschappelijk                           | 0                                           |                                             |
| 64.                                         | 24 januari 2008                             | Koeweit – Singapore                         | 0 – 2                                       | Vriendschappelijk                           | 0                                           |                                             |
| 65.                                         | 30 januari 2008                             | Oman – Koeweit                              | 1 – 1                                       | Vriendschappelijk                           | 0                                           |                                             |
| 66.                                         | 6 februari 2008                             | V.A.E. – Koeweit                            | 2 – 0                                       | Kwalificatie WK 2010                        | 0                                           |                                             |
| 67.                                         | 21 maart 2008                               | Koeweit – Irak                              | 0 – 0                                       | Vriendschappelijk                           | 0                                           |                                             |
| 68.                                         | 26 maart 2008                               | Koeweit – Iran                              | 2 – 2                                       | Kwalificatie WK 2010                        | 0                                           |                                             |
| 69.                                         | 30 december 2008                            | V.A.E. – Koeweit                            | 0 – 0                                       | Vriendschappelijk                           | 0                                           |                                             |
| 70.                                         | 4 januari 2009                              | Oman – Koeweit                              | 0 – 0                                       | Gulf Cup of Nations                         | 0                                           |                                             |
| 71.                                         | 7 januari 2009                              | Koeweit – Bahrein                           | 1 – 0                                       | Gulf Cup of Nations                         | 0                                           |                                             |
| 72.                                         | 10 januari 2009                             | Koeweit – Irak                              | 1 – 1                                       | Gulf Cup of Nations                         | 0                                           |                                             |
| 73.                                         | 14 januari 2009                             | Koeweit – Saoedi-Arabië                     | 0 – 1                                       | Gulf Cup of Nations                         | 0                                           |                                             |
| 74.                                         | 23 januari 2009                             | Koeweit – Syrië                             | 2 – 3                                       | Vriendschappelijk                           | 1                                           |                                             |
| 75.                                         | 28 januari 2009                             | Koeweit – Oman                              | 0 – 1                                       | Kwalificatie AK 2011                        | 0                                           |                                             |
| 76.                                         | 11 februari 2009                            | Koeweit – Azerbeidzjan                      | 1 – 1                                       | Vriendschappelijk                           | 0                                           |                                             |
| 77.                                         | 5 maart 2009                                | Australië – Koeweit                         | 0 – 1                                       | Kwalificatie AK 2011                        | 0                                           |                                             |
| 78.                                         | 17 maart 2009                               | Qatar – Koeweit                             | 1 – 0                                       | Vriendschappelijk                           | 0                                           |                                             |
| 79.                                         | 5 oktober 2009                              | Libië – Koeweit                             | 1 – 1                                       | Vriendschappelijk                           | 0                                           |                                             |
| 80.                                         | 10 oktober 2009                             | Jordanië – Koeweit                          | 1 – 2                                       | Vriendschappelijk                           | 0                                           |                                             |
| 81.                                         | 26 oktober 2009                             | Koeweit – Syrië                             | 1 – 0                                       | Vriendschappelijk                           | 0                                           |                                             |
| 82.                                         | 3 november 2009                             | Koeweit – Kenia                             | 5 – 0                                       | Vriendschappelijk                           | 2                                           |                                             |
| 83.                                         | 8 november 2009                             | Koeweit – China                             | 2 – 2                                       | Vriendschappelijk                           | 0                                           |                                             |
| 84.                                         | 14 november 2009                            | Koeweit – Indonesië                         | 2 – 1                                       | Kwalificatie AK 2011                        | 2                                           |                                             |
| 85.                                         | 18 november 2009                            | Indonesië – Koeweit                         | 1 – 1                                       | Kwalificatie AK 2011                        | 0                                           |                                             |
| 86.                                         | 16 december 2009                            | Koeweit – V.A.E.                            | 0 – 0                                       | Vriendschappelijk                           | 0                                           |                                             |
| 87.                                         | 6 januari 2010                              | Koeweit – Australië                         | 2 – 2                                       | Kwalificatie AK 2011                        | 0                                           |                                             |
| 88.                                         | 3 maart 2010                                | Oman – Koeweit                              | 0 – 0                                       | Kwalificatie AK 2011                        | 0                                           |                                             |
| 89.                                         | 11 augustus 2010                            | Azerbeidzjan – Koeweit                      | 1 – 1                                       | Vriendschappelijk                           | 1                                           |                                             |
| 90.                                         | 3 september 2010                            | Koeweit – Syrië                             | 3 – 0                                       | Vriendschappelijk                           | 1                                           |                                             |
| 91.                                         | 7 september 2010                            | V.A.E. – Koeweit                            | 3 – 0                                       | Vriendschappelijk                           | 0                                           |                                             |
| 92.                                         | 8 oktober 2010                              | Koeweit – Bahrein                           | 1 – 3                                       | Vriendschappelijk                           | 0                                           |                                             |
| 93.                                         | 14 november 2010                            | Koeweit – India                             | 9 – 1                                       | Vriendschappelijk                           | 4                                           |                                             |
| 94.                                         | 17 november 2010                            | Koeweit – Irak                              | 1 – 1                                       | Vriendschappelijk                           | 0                                           |                                             |
| 95.                                         | 22 november 2010                            | Qatar – Koeweit                             | 0 – 1                                       | Gulf Cup of Nations                         | 0                                           |                                             |
| 96.                                         | 28 november 2010                            | Koeweit – Jemen                             | 3 – 0                                       | Gulf Cup of Nations                         | 2                                           |                                             |
| 97.                                         | 2 december 2010                             | Irak – Koeweit                              | 2 – 2                                       | Gulf Cup of Nations                         | 1                                           |                                             |
| 98.                                         | 5 december 2010                             | Saoedi-Arabië – Koeweit                     | 0 – 1                                       | Gulf Cup of Nations                         | 0                                           |                                             |
| 99.                                         | 24 december 2010                            | Noord-Korea – Koeweit                       | 1 – 2                                       | Vriendschappelijk                           | 0                                           |                                             |
| 100.                                        | 27 december 2010                            | Koeweit – Noord-Korea                       | 2 – 2                                       | Vriendschappelijk                           | 0                                           |                                             |
| 101.                                        | 31 december 2010                            | Zambia – Koeweit                            | 0 – 4                                       | Vriendschappelijk                           | 1                                           |                                             |
| 102.                                        | 8 januari 2011                              | Koeweit – China                             | 0 – 2                                       | Aziatisch kampioenschap                     | 0                                           |                                             |
| 103.                                        | 12 januari 2011                             | Koeweit – Oezbekistan                       | 1 – 2                                       | Aziatisch kampioenschap                     | 1                                           |                                             |
| 104.                                        | 16 januari 2011                             | Qatar – Koeweit                             | 3 – 0                                       | Aziatisch kampioenschap                     | 0                                           |                                             |
| 105.                                        | 2 juli 2011                                 | Libanon – Koeweit                           | 0 – 6                                       | Vriendschappelijk                           | 0                                           |                                             |
| 106.                                        | 6 juli 2011                                 | Oman – Koeweit                              | 0 – 0                                       | Vriendschappelijk                           | 0                                           |                                             |
| 107.                                        | 13 juli 2011                                | Irak – Koeweit                              | 0 – 2                                       | Vriendschappelijk                           | 0                                           |                                             |
| 108.                                        | 16 juli 2011                                | Saoedi-Arabië – Koeweit                     | 0 – 1                                       | Vriendschappelijk                           | 1                                           |                                             |
| 109.                                        | 23 juli 2011                                | Koeweit – Filipijnen                        | 3 – 0                                       | Kwalificatie WK 2014                        | 0                                           |                                             |
| 110.                                        | 28 juli 2011                                | Filipijnen – Koeweit                        | 1 – 2                                       | Kwalificatie WK 2014                        | 0                                           |                                             |
| 111.                                        | 10 augustus 2011                            | Koeweit – Noord-Korea                       | 0 – 0                                       | Vriendschappelijk                           | 0                                           |                                             |
| 112.                                        | 27 augustus 2011                            | Oman – Koeweit                              | 1 – 0                                       | Vriendschappelijk                           | 0                                           |                                             |
| 113.                                        | 2 september 2011                            | V.A.E. – Koeweit                            | 2 – 3                                       | Kwalificatie WK 2014                        | 1                                           |                                             |
| 114.                                        | 6 september 2011                            | Koeweit – Zuid-Korea                        | 1 – 1                                       | Kwalificatie WK 2014                        | 0                                           |                                             |
| 115.                                        | 11 oktober 2011                             | Libanon – Koeweit                           | 2 – 2                                       | Kwalificatie WK 2014                        | 0                                           |                                             |
| 116.                                        | 4 november 2011                             | Koeweit – Bahrein                           | 0 – 1                                       | Vriendschappelijk                           | 0                                           |                                             |
| 117.                                        | 11 november 2011                            | Koeweit – Libanon                           | 0 – 1                                       | Kwalificatie WK 2014                        | 0                                           |                                             |
| 118.                                        | 15 november 2011                            | Koeweit – V.A.E.                            | 2 – 1                                       | Kwalificatie WK 2014                        | 0                                           |                                             |
| 119.                                        | 14 december 2011                            | Oman – Koeweit                              | 0 – 2                                       | Pan-Arabische Spelen                        | 0                                           |                                             |
| 120.                                        | 22 december 2011                            | Palestina – Koeweit                         | 0 – 3                                       | Pan-Arabische Spelen                        | 1                                           |                                             |
| 121.                                        | 17 januari 2012                             | Koeweit – Oezbekistan                       | 1 – 0                                       | Vriendschappelijk                           | 1                                           |                                             |
| 122.                                        | 17 februari 2012                            | Noord-Korea – Koeweit                       | 1 – 1                                       | Vriendschappelijk                           | 0                                           |                                             |
| 123.                                        | 29 februari 2012                            | Zuid-Korea – Koeweit                        | 2 – 0                                       | Kwalificatie WK 2014                        | 0                                           |                                             |
| 124.                                        | 16 oktober 2012                             | Koeweit – Filipijnen                        | 2 – 1                                       | Vriendschappelijk                           | 1                                           |                                             |
| 125.                                        | 14 november 2012                            | Koeweit – Bahrein                           | 1 – 1                                       | Vriendschappelijk                           | 0                                           |                                             |
| 126.                                        | 8 december 2012                             | Koeweit – Palestina                         | 2 – 1                                       | West-Aziatisch kampioenschap                | 1                                           |                                             |
| 127.                                        | 11 december 2012                            | Koeweit – Oman                              | 0 – 2                                       | West-Aziatisch kampioenschap                | 0                                           |                                             |
| 128.                                        | 14 december 2012                            | Koeweit – Libanon                           | 2 – 1                                       | West-Aziatisch kampioenschap                | 0                                           |                                             |
| 129.                                        | 6 januari 2013                              | Jemen – Koeweit                             | 0 – 2                                       | Gulf Cup of Nations                         | 1                                           |                                             |
| 130.                                        | 9 januari 2013                              | Irak – Koeweit                              | 1 – 0                                       | Gulf Cup of Nations                         | 0                                           |                                             |
| 131.                                        | 12 januari 2013                             | Koeweit – Saoedi-Arabië                     | 1 – 0                                       | Gulf Cup of Nations                         | 0                                           |                                             |
| 132.                                        | 15 januari 2013                             | Koeweit – V.A.E.                            | 0 – 1                                       | Gulf Cup of Nations                         | 0                                           |                                             |
| 133.                                        | 18 januari 2013                             | Bahrein – Koeweit                           | 1 – 6                                       | Gulf Cup of Nations                         | 1                                           |                                             |
| 134.                                        | 6 februari 2013                             | Thailand – Koeweit                          | 1 – 3                                       | Kwalificatie AK 2015                        | 0                                           |                                             |
| 135.                                        | 21 maart 2013                               | Koeweit – Palestina                         | 2 – 1                                       | Vriendschappelijk                           | 0                                           |                                             |
| 136.                                        | 26 maart 2013                               | Koeweit – Iran                              | 1 – 1                                       | Kwalificatie AK 2015                        | 0                                           |                                             |
| 137.                                        | 6 juni 2013                                 | Hongarije – Koeweit                         | 1 – 0                                       | Vriendschappelijk                           | 0                                           |                                             |
| 138.                                        | 6 september 2013                            | Koeweit – Noord-Korea                       | 2 – 1                                       | Vriendschappelijk                           | 2                                           |                                             |
| 139.                                        | 9 september 2013                            | Koeweit – Bahrein                           | 2 – 1                                       | Vriendschappelijk                           | 1                                           |                                             |
| 140.                                        | 9 oktober 2013                              | Jordanië – Koeweit                          | 1 – 1                                       | Vriendschappelijk                           | 0                                           |                                             |
| 141.                                        | 16 mei 2014                                 | Koeweit – Kirgizië                          | 2 – 2                                       | Vriendschappelijk                           | 0                                           |                                             |
| 142.                                        | 25 mei 2014                                 | Thailand – Koeweit                          | 1 – 1                                       | Vriendschappelijk                           | 0                                           |                                             |
| 143.                                        | 4 september 2014                            | China – Koeweit                             | 3 – 1                                       | Vriendschappelijk                           | 0                                           |                                             |
| 144.                                        | 9 september 2014                            | Koeweit – Bahrein                           | 0 – 1                                       | Vriendschappelijk                           | 0                                           |                                             |
| 145.                                        | 10 oktober 2014                             | Jordanië – Koeweit                          | 1 – 0                                       | Vriendschappelijk                           | 0                                           |                                             |
| 146.                                        | 4 november 2014                             | Koeweit – Jemen                             | 1 – 1                                       | Vriendschappelijk                           | 1                                           |                                             |
| 147.                                        | 14 november 2014                            | Koeweit – Irak                              | 1 – 0                                       | Gulf Cup of Nations                         | 0                                           |                                             |
| 148.                                        | 17 november 2014                            | V.A.E. – Koeweit                            | 2 – 2                                       | Gulf Cup of Nations                         | 1                                           |                                             |
| 149.                                        | 20 november 2014                            | Koeweit – Oman                              | 0 – 5                                       | Gulf Cup of Nations                         | 0                                           |                                             |
| 150.                                        | 9 januari 2015                              | Australië – Koeweit                         | 4 – 1                                       | Aziatisch kampioenschap                     | 0                                           |                                             |
| 151.                                        | 13 januari 2015                             | Koeweit – Zuid-Korea                        | 0 – 1                                       | Aziatisch kampioenschap                     | 0                                           |                                             |
| 152.                                        | 17 januari 2015                             | Oman – Koeweit                              | 1 – 0                                       | Aziatisch kampioenschap                     | 0                                           |                                             |
| 153.                                        | 30 maart 2015                               | Colombia – Koeweit                          | 3 – 1                                       | Vriendschappelijk                           | 0                                           |                                             |
| 154.                                        | 11 juni 2015                                | Libanon – Koeweit                           | 0 – 1                                       | Kwalificatie WK 2018                        | 0                                           |                                             |
| 155.                                        | 3 september 2015                            | Koeweit – Myanmar                           | 9 – 0                                       | Kwalificatie WK 2018                        | 3                                           |                                             |
| 156.                                        | 8 september 2015                            | Laos – Koeweit                              | 0 – 2                                       | Kwalificatie WK 2018                        | 1                                           |                                             |
| 157.                                        | 8 oktober 2015                              | Koeweit – Zuid-Korea                        | 0 – 1                                       | Kwalificatie WK 2018                        | 0                                           |                                             |
| 158.                                        | 13 oktober 2015                             | Koeweit – Libanon                           | 0 – 0                                       | Kwalificatie WK 2018                        | 0                                           |                                             |

Bijgewerkt op 18 oktober 2015.

## Erelijst
Qadsia
- Premier League: 2003/04, 2004/05, 2008/09, 2009/10, 2010/11, 2011/12, 2013/14, 2015/16
- Emir Cup: 2003/04, 2006/07, 2009/10, 2011/12, 2012/13, 2014/15
- Crown Prince Cup: 2003/04, 2004/05, 2005/06, 2008/09, 2012/13, 2013/14, 2017/18
- Super Cup: 2009, 2011, 2013, 2014, 2018, 2019
- Federation Cup: 2008, 2008/09, 2010/11, 2012/13, 2018/19
- Al-Khurafi Cup: 2002/03, 2005/06
- GCC Champions League: 2005
- AFC Cup: 2014

 Koeweit
- Arabian Gulf Cup: 2010
- WAFF Championship: 2010

Individueel
- Topscorer Arabian Gulf Cup: 2010
- IFFHS - World's Best International Goal Scorer: 2010
- Aziatisch Voetballer van het Jaar-nominatie: 2006, 2010; longlist: 2007